# Norvégia hagyományos régiói
Norvégia területét számos hagyományos régióra (norvégül Landskap i Noreg) szokás osztani és ezek területe többnyire nem egyezik meg a hivatalos közigazgatási felosztással, amely 19 megyére (norvégül egyes számban fylke, többes számban fylker a bokmålban és fylke a nynorskban) tagolja az országot. 
Sok ilyen kerületnek hosszú történelmi hagyománya van. Gyakran földrajzi tényezők alakították ki területüket: völgyek, hegyláncok, fjordok, síkságok, tengerpartok, vagy ezek kombinációi. Több régió már a kora viking korban kis királyság volt.
Az egy régión belül lakók általában közlekedési szempontból jól meg tudták közelíteni egymást, míg a más régiókban lakókat csak nehézségekkel. Természetszerűleg a dialektusok és néphagyományok is ezen vonalak mellett váltak szét egymástól. Ez a hagyományos alapja annak, hogy a norvégok jelentős része ma is a hagyományos régió alapján fogja fel helyi önazonosságát és nem a hivatalos megyék szerint. 
A hagyományos régiók léte és tisztelete sokat segített a norvégoknak a hagyományőrzésben. Még a városlakók is büszkén viselik saját régiójuk népviseletét esküvőkön, a királyi család tagjainak látogatásakor, az alkotmány napján (május 17.) és egyéb alkalmakkor. 

## A hagyományos régiók listája
A lista nem teljes és a felsorolt régiók közt területi átfedések is vannak.

### Észak-Norvégia
- Helgeland (cf. Hålogaland)
- Lapland (a Lappföld része)
- Lofoten
- Ofoten
- Salten
- Vesterålen

### Østlandet
- Eiker
- Follo
- Glåmdal
- Grenland
- Gudbrandsdalen
- Hadeland
- Hallingdal
- Hedemarken
- Land
- Midt-Telemark
- Numedal
- Odalen
- Øst-Telemark
- Østerdalen
- Ringerike
- Romerike
- Solør
- Toten
- Valdres
- Vestmar
- Vest-Telemark
- Viken
- Vinger

### Sørlandet
- Dalane
- Setesdal
- Vestmar

### Trøndelag
- Fosen
- Gauldalen
- Helgeland
- Innherad
- Namdalen
- Nordmøre
- Orkdalen
- Stjørdalen

### Vestlandet
- Dalane
- Hardanger
- Haugalandet
- Jæren
- Midhordland
- Nordfjord
- Nordhordland
- Nordmøre
- Romsdal
- Ryfylke
- Sogn
- Sunnfjord
- Sunnhordland
- Sunnmøre
- Voss